# Marietta Judah
Marietta Judah, född 1812, död 1883, var en amerikansk skådespelare. Hon turnerade i Sydstaterna till 1839, i New York 1840–1851 och i Kalifornien från 1851–1878, och har kallats 'San Fransisco's Favorite Actress' och 'Grand Old Woman of the Western Stage'. 